# 34332 Alicefeng
34332 Alicefeng è un asteroide della fascia principale. Scoperto nel 2000, presenta un'orbita caratterizzata da un semiasse maggiore pari a 2,9439817 au e da un'eccentricità di 0,0356634, inclinata di 2,09268° rispetto all'eclittica.